# Giovanni Battista Tolomei
Giovanni Battista Tolomei SJ (ur. 3 grudnia 1653 w Capraia e Limite, zm. 19 stycznia 1726 w Rzymie) – włoski kardynał.

## Życiorys
Urodził się 3 grudnia 1653 roku w Capraia e Limite. Studiował prawo na Uniwersytecie Pizańskim, a w 1673 roku wstąpił do zakonu jezuitów. W 1684 roku przyjął święcenia kapłańskie. 18 maja 1712 roku został kreowany kardynałem prezbiterem i otrzymał kościół tytularny Santo Stefano al Monte Celio. W latach 1720–1723 był kamerlingiem Kolegium Kardynałów. Zmarł 19 stycznia 1726 roku w Rzymie.